# Serranus stilbostigma
El camotillo (Serranus stilbostigma) es una especie de peces de la familia Serranidae en el orden de los Perciformes.

## Distribución geográfica
Se encuentra en Ecuador.